# 혜공왕
혜공왕(惠恭王, 758년 8월 31일(음력 7월 23일) ~ 780년, 재위: 765년 ~ 780년)은 신라의 제36대 국왕이다. 성은 김(金)이고, 휘는 건운(乾運)으로, 경덕왕의 아들이다.
765년부터 780년까지 재위하는 동안 765년부터 778년까지 모후 만월부인이 섭정하였고 778년부터 780년 붕어할 때까지 친정하였다.

## 생애

### 탄생 설화
고려 후기의 명승(名僧) 일연의 삼국유사에 다음과 같은 탄생설화가 기록되어 있다. 신라 35대 임금인 경덕왕에게는 딸이 있었고, 아들이 없었다.
그리하여 경덕왕은 후계자가 없는 것에 대해 고민을 하고 있었다. 경덕왕은 표훈이라고 하는 승려랑 벗하며 지냈는데, 그는 사람들에게 널리 인정받는 고승(高僧)이며, 하느님과 이야기할 수 있는 신비한 능력을 가지고 있었다고 한다. 그리하여 신라 경덕왕은 표훈에게 "나를 계승할 아들을 낳고 싶은데, 그 소원을 들어줄 수 없겠느냐?"고 부탁하였더니, 표훈이 하늘님에게 왕이 아들을 갖게 하도록 해달라고 청하였다.
그러나 하느님이 표훈에게 "아들을 낳게 해주면 나라를 멸망하게 되는 꼴이 되므로, 차라리 딸을 낳는 것이 좋겠다"고 말했고, 이를 전해 들은 경덕왕이 나라를 멸망시켜도 좋으니 사내 아이만을 바란다고 간청하여 결국 하느님이 소원을 이루어 주었다. 얼마 후 경덕왕의 부인 만월부인이 아들을 낳았고, 이것을 기뻐한 경덕왕이 태자에게 "건운"이라는 이름을 지어주었다.

### 치세
765년부터 780년까지 재위하는 동안 765년부터 778년까지 어머니 만월부인이 섭정하였고 778년부터 780년 붕어할 때까지 친정하였다.
혜공왕 때 신라에는 많은 반란이 일어났는데 768년 일길찬 김대공과 아찬 김대렴이 반란을 일으켜다가 진압되었고 770년에 대아찬 김융이 반란을 꾀하자 살해했고 775년 김은거와 이찬 염상과 정문이 반란을 일으켰으나 진압되었다.
경덕왕 때 관제 개혁이 있었는데, 혜공왕 때 상대등 김양상, 이찬 김경신등의 대신들의 주도로 관제 개혁을 모두 취소하였다.
삼국사기에는 780년에 김지정의 난이 일어나 혜공왕이 난의 과정에서 살해당했다고 하였는데, 시해한 인물이 누구인지 기록되어 있지 않다. 야사 삼국유사에는 혜공왕이 김양상, 김경신에 의하여 처형되었다고 한다. 혜공왕을 마지막으로 무열왕계(武烈王係)의 직계 황통은 단절되었다.
혜공왕의 치세의 종말과 더불어 중대(中代) 신라는 끝나며, 신라를 왕위(王位) 투쟁과 호족의 난립으로 엉망이 되는, 끝없는 혼돈으로 몰아넣게 되는 하대(下代) 신라가 시작된다.
김지정의 난을 진압한 김양상이 무열왕계를 왕으로 세우지 않고 스스로 즉위하여 선덕왕이 되었다. 김양상은 사다함의 증손으로 내물왕의 10세손이라고 한다.

## 가계
- 증조부 : 신라 제31대 왕 신문왕
- 증조모 : 신목왕후 김씨 (神穆王后 金氏)
  - 조부 : 신라 제33대 왕 성덕왕
  - 조모 : 소덕왕후 혹은 점물왕후 김씨
    - 부왕 : 경덕왕 (景德王, ? ~765, 재위: 742~765)
- 증외조부 : 김순정
- 증외조모 : 수로부인 (水路夫人)
  - 외조부 : 김의충
  - 외조모 : 미상
    - 모후 : 경수왕후 김씨(景守王后 金氏) 또는 만월부인 김씨 - 서불한(舒弗邯) 의충(義忠)의 딸
- 왕후 : 신파부인(神巴夫人) 위씨(韋靖) - 각간(角干) 위정(魏正)의 딸[1] = 신보왕후 유씨(維氏) - 이찬 유성(維誠)의 딸[2]
- 왕후 : 창창부인 김씨 - 이찬 김장(金璋)의 딸

## 같이 보기
- 발해
  - 문왕 (737년 - 793년)

| 전 대 경덕왕 | 제36대 신라 국왕 765년 - 780년 | 후 대 선덕왕 |